# Каннам (співак)
Намекава Ясуо (яп. 滑川康男, Namekawa Yasuo, нар. 23 березня 1987), більш відомий за псевдонімом Каннам — південнокорейсько-японський співак і телезірка, у минулому вокаліст та один із засновників хіп-хоп групи M.I.B. Перед тим, як приєднатись до M.I.B., він записав дебютний сингл, Say My Name.

## Нагороди
| Year | Нагорода                      | Категорія            | Номінована робота                                | Результат |
| ---- | ----------------------------- | -------------------- | ------------------------------------------------ | --------- |
| 2014 | MBC Entertainment Awards      | New Star of the Year | I Live Alone                                     | Перемога  |
| 2016 | SBS Entertainment Awards      | Rookie Award, Male   | Law of the Jungle                                | Перемога  |
| 2019 | 2019 SBS Entertainment Awards | SNS Star Award       | Same Bed, Different Dreams 2: You Are My Destiny | Перемога  |